# Pseudohermonassa evelynae
Pseudohermonassa evelynae är en fjärilsart som beskrevs av Barnes och Benjamin 1926. Pseudohermonassa evelynae ingår i släktet Pseudohermonassa och familjen nattflyn. Inga underarter finns listade.